# 加賀野井秀一
加賀野井 秀一（かがのい しゅういち、1950年5月28日 - ）は、フランス哲学研究者、言語学者。中央大学理工学部教授を定年退任後は名誉教授。

## 人物
高知県高知市生まれ。父・朗は高知新聞の記者。幼少期には父の転勤が多く、小学校は東京・高知・大阪と転校をくり返し、デラシネの生活をおくったという。大阪府池田市の北豊島中学校には同級生に、後に社会学者となる坂本ひろ子やコンピューター・グラフィックス専門家の高沖英二がおり、ロッキング・オンの渋谷陽一が一年下のクラスにいた。
高知市の土佐高校に進み、自由闊達な校風を身につけ、高校では二年先輩に英文学の大家・高山宏、劇作家・演出家の笠井賢一がいた。中央大学文学部仏文科に入学し、大学の指導教授はソシュール研究家の丸山圭三郎だが、哲学科の木田元にも学ぶ。同級にはベルクソン研究家の前田英樹、モーパッサン研究家の三上典生、フロベール研究家の太田浩一らが在籍していた。
1974年大学を卒業し大学院に進み1983年博士課程単位取得満期退学。この間、1980年9月から1982年9月まで、ロータリー財団奨学生としてパリ第８大学（ヴァンセンヌ＝サン・ドニ校）の博士課程に在籍。ポストモダンの思想家ジャン＝フランソワ・リオタールと詩論家アンリ・メショニックの指導を受ける。

## 研究者として
1987年中央大理工学部専任講師、1990年助教授、1998年教授。その他、東京学芸大学、白百合女子大学、駿河台大学、成城大学、早稲田大学、青山学院大学、法政大学などでも非常勤講師を勤める。また、1992年から今日に至るまで、朝日カルチャーセンター新宿、横浜、湘南、立川教室で哲学・言語学・日本語論・フランス史などの講座を開いている。現在は、中央大学の社会人向け「クレセント・アカデミー」、文京区主催「文京アカデミア」、八王子市主催「いちょう塾」でも教鞭をとり、中島義道主宰哲学塾カントでもメルロ＝ポンティの講座に友情出演した。
モーリス・メルロ＝ポンティ、フェルディナン・ド・ソシュールなどを研究著述し、また日本語論の著作を刊行する。
研究以外では、1984年から5年間にわたって『朝日ジャーナル』の文化欄で美術評・音楽評を行ない、その後、週刊ポスト、週刊読書人、図書新聞などで多数の書評を手掛ける。2000年ごろからはテレビ関係の仕事も受け、『BS討論』（NHK）から『全国一斉日本人テスト』（フジテレビ）などのバラエティ番組にも出演。CBC中部日本放送では、音楽・美術番組『美音市場』を50本ほど監修した。

## 著書
- 『メルロ＝ポンティと言語』世界書院、1988年
- 『オールリーブル』朝日出版社、1993年
- 『20世紀言語学入門 現代思想の原点』講談社現代新書、1995年
- 『日本語の復権』講談社現代新書、1999年
- 『日本語は進化する 情意表現から論理表現へ』日本放送出版協会（NHKブックス）、2002年
- 『知の教科書　ソシュール』講談社選書メチエ、2004年
- 『日本語“超”進化論』日本放送出版協会（テレビ放送用テキスト）、2004年
- 『日本語を叱る!』ちくま新書、2006年
- 『メルロ＝ポンティ 触発する思想』白水社〈哲学の現代を読む〉 2009年、新版2022年
- 『猟奇博物館へようこそ　西洋近代知の暗部をめぐる旅』白水社、2012年
- 『フランス語の彼方に Au-delà de la langue française』朝日出版社、2018年
- 『感情的な日本語　ことばと思考の関係性を探る』教育評論社、2024年

### 共編著
- 『日本人はロバの耳』高梨明・城山三郎・本多勝一・他　青峰社、1991年
- 『言語哲学の地平』前田英樹・立川健司・小林康夫・他　夏目書房、1993年
- 『静かさとはなにか 文化騒音から日本を読む』中島義道・福田喜一郎　第三書館、1996年
- 『近代ヨーロッパ芸術思潮』研究叢書20　喜多尾道冬・松本道介・他　中央大学出版部、1999年
- 『ことば』竹内敏晴・橋爪大三郎・他　プチグラパブリッシング、2006年
- 『「うるさい日本」を哲学する 偏食哲学者と美食哲学者の対話』中島義道　講談社、2007年
  - 改題『音漬け社会」と日本文化』講談社学術文庫、2009年
- 『アルス・イノヴァティーヴァ』喜多尾道冬・斉木眞一・他　中央大学出版部、2008年
- 『道の手帖　メルロ＝ポンティ』松葉祥一・合田正人・鷲田清一・他　河出書房新社、2010年
- 『メルロ＝ポンティ哲学者事典』全4巻　白水社、2017年
- 『21世紀のソシュール』松澤和宏・ダニエル・ガンバララ、ルイ・ド・ソシュール他　水声社、2018年
- 『メルロ＝ポンティ読本』松葉祥一・本郷均・廣瀬浩司・他　法政大学出版局、2018年

### 翻訳
- L・プリエート『実践の記号学』丸山圭三郎共訳　岩波書店・岩波現代選書、1984年
- モーリス・メルロ＝ポンティ『知覚の本性 初期論文集』法政大学出版局 叢書・ウニベルシタス、1988年、新版2015年
- グザヴィエ・ルピション『極限への航海 地球科学と人間』岩波書店、1990年
- ミシュレ『海』藤原書店、1994年
- フレデリック・パジェス『哲学者は午後五時に外出する』夏目書房、2000年
- モーリス・メルロ＝ポンティ『フッサール『幾何学の起源』講義』伊藤泰雄・本郷均共訳　法政大学出版局、2005年
- ジル・ドゥルーズ『哲学の教科書 ドゥルーズ初期』河出文庫、2010年、新版2025年